# دوستان (فیلم ۱۹۱۲)
دوستان (انگلیسی: Friends) یک فیلم صامت آمریکایی به کارگردانی دی. دبلیو. گریفیث است که در سال ۱۹۱۲ منتشر شد. از بازیگران آن می‌توان به هری کری، هنری بی. والتهال، لیونل باریمور، مری پیکفورد، و والتر میلر اشاره کرد.